# Amerikaans voetbalkampioenschap 1979
In 1979 werd het twaalfde seizoen van de North American Soccer League gespeeld. Vancouver Whitecaps werd voor de eerste maal kampioen.

## North American Soccer League

### Wijzigingen
Naamsveranderingen
- Toronto Metros-Croatia verandert de naam in Toronto Blizzard.
- Cosmos verandert de naam in New York Cosmos.

Verhuisde teams
- Colorado Caribous is verhuisd naar Atlanta, Georgia en nam de naam Atlanta Chiefs aan.
- Oakland Stompers is verhuisd naar Edmonton, Calgary, Canada en nam de naam Edmonton Drillers aan.

### Eindstand
| National Conference | National Conference      | National Conference | National Conference | National Conference | National Conference | National Conference | National Conference |
| Plaats              | Eastern Division         | Wed.                | W                   | V                   | DV                  | DT                  | Ptn                 |
| ------------------- | ------------------------ | ------------------- | ------------------- | ------------------- | ------------------- | ------------------- | ------------------- |
| 1.                  | New York Cosmos          | 30                  | 24                  | 6                   | 84                  | 52                  | 216                 |
| 2.                  | Washington Diplomats     | 30                  | 19                  | 11                  | 68                  | 50                  | 172                 |
| 3.                  | Toronto Blizzard         | 30                  | 14                  | 16                  | 52                  | 65                  | 133                 |
| 4.                  | Rochester Lancers        | 30                  | 15                  | 15                  | 43                  | 57                  | 132                 |
| Plaats              | Central Division         | Wed.                | W                   | V                   | DV                  | DT                  | Ptn                 |
| 1.                  | Minnesota Kicks          | 30                  | 21                  | 9                   | 67                  | 48                  | 184                 |
| 2.                  | Dallas Tornado           | 30                  | 17                  | 13                  | 53                  | 51                  | 152                 |
| 3.                  | Tulsa Roughnecks         | 30                  | 14                  | 16                  | 61                  | 56                  | 139                 |
| 4.                  | Atlanta Chiefs           | 30                  | 12                  | 18                  | 60                  | 60                  | 121                 |
| Plaats              | Western Division         | Wed.                | W                   | V                   | DV                  | DT                  | Ptn                 |
| 1.                  | Vancouver Whitecaps      | 30                  | 20                  | 10                  | 54                  | 34                  | 172                 |
| 2.                  | Los Angeles Aztecs       | 30                  | 18                  | 12                  | 62                  | 47                  | 162                 |
| 3.                  | Seattle Sounders         | 30                  | 13                  | 17                  | 58                  | 52                  | 125                 |
| 4.                  | Portland Timbers         | 30                  | 11                  | 19                  | 50                  | 75                  | 122                 |
| American Conference |                          |                     |                     |                     |                     |                     |                     |
| Plaats              | Eastern Division         | Wed.                | W                   | V                   | DV                  | DT                  | Ptn                 |
| 1.                  | Tampa Bay Rowdies        | 30                  | 19                  | 11                  | 67                  | 46                  | 169                 |
| 2.                  | Fort Lauderdale Strikers | 30                  | 17                  | 13                  | 75                  | 65                  | 165                 |
| 3.                  | Philadelphia Fury        | 30                  | 10                  | 20                  | 55                  | 60                  | 111                 |
| 4.                  | New England Tea Men      | 30                  | 12                  | 18                  | 41                  | 56                  | 110                 |
| Plaats              | Central Division         | Wed.                | W                   | V                   | DV                  | DT                  | Ptn                 |
| 1.                  | Houston Hurricane        | 30                  | 22                  | 8                   | 61                  | 46                  | 187                 |
| 2.                  | Chicago Sting            | 30                  | 16                  | 14                  | 70                  | 62                  | 159                 |
| 3.                  | Detroit Express          | 30                  | 14                  | 16                  | 60                  | 56                  | 133                 |
| 4.                  | Memphis Rogues           | 30                  | 6                   | 24                  | 37                  | 74                  | 73                  |
| Plaats              | Western Division         | Wed.                | W                   | V                   | DV                  | DT                  | Ptn                 |
| 1.                  | California Surf          | 30                  | 15                  | 15                  | 53                  | 56                  | 140                 |
| 2.                  | San Diego Sockers        | 30                  | 15                  | 15                  | 59                  | 55                  | 140                 |
| 3.                  | Edmonton Drillers        | 30                  | 8                   | 22                  | 43                  | 78                  | 88                  |
| 4.                  | San Jose Earthquakes     | 30                  | 8                   | 22                  | 41                  | 74                  | 86                  |

Notities
- De punten telling:
  - Overwinning: 6 punten
  - Verlies: 0 punten
  - Doelpunten voor (maximaal 3 ptn per wedstrijd): 1 punt
  - Shoot out winnen: 1 punt

### Playoffs
De beste acht teams van beide conferences spelen tegen elkaar in de playoffs.
| Eerste ronde        | Eerste ronde             | Eerste ronde  |
| Team 1              | Team 2                   | Uitslag       |
| ------------------- | ------------------------ | ------------- |
| Philadelphia Fury   | Houston Hurricane        | 2-1, 2-1      |
| Tampa Bay Rowdies   | Detroit Express          | 3-0, 1-3      |
| Chicago Sting       | Fort Lauderdale Strikers | 2-0, 0-0      |
| San Diego Sockers   | California Surf          | 4-2, 7-2      |
| Tulsa Roughnecks    | Minnesota Kicks          | 2-1, 2-1      |
| Vancouver Whitecaps | Dallas Tornado           | 2-3, 2-1      |
| Los Angeles Aztecs  | Washington Diplomats     | 3-1, 4-1      |
| New York Cosmos     | Toronto Blizzard         | 3-1, 2-0      |
| Kwartfinale         |                          |               |
| Team 1              | Team 2                   | Uitslag       |
| San Diego Sockers   | Chicago Sting            | 2-0, 1-0      |
| Vancouver Whitecaps | Los Angeles Aztecs       | 2-3, 1-0, 1-0 |
| Tampa Bay Rowdies   | Philadelphia Fury        | 3-2, 1-0      |
| New York Cosmos     | Tulsa Roughnecks         | 0-3, 3-0, 3-0 |
| Halve Finale        |                          |               |
| Team 1              | Team 2                   | Uitslag       |
| Vancouver Whitecaps | New York Cosmos          | 2-0, 2-3, 1-0 |
| Tampa Bay Rowdies   | San Diego Sockers        | 1-2, 3-2, 1-0 |
| Finale              |                          |               |
| Team 1              | Team 2                   | Uitslag       |
| Vancouver Whitecaps | Tampa Bay Rowdies        | 2-1           |

## Individuele prijzen
| Prijs                | Naam                | Team               |
| -------------------- | ------------------- | ------------------ |
| Most Valuable Player | Johan Cruijff       | Los Angeles Aztecs |
| Topscorer            | Óscar Fabbiani (25) | Tampa Bay Rowdies  |
| Beste nieuwkomer     | Larry Hulcer        | Los Angeles Aztecs |